# ピアノソナタ第3番 (ショパン)
ピアノソナタ第3番（ピアノソナタだいさんばん）ロ短調 作品58 は、フレデリック・ショパンが作曲したピアノソナタ。

## 概要
前作が作曲されてから5年後の1844年に、ノアンにあるジョルジュ・サンドの住居で作曲され、翌年出版された本作は、ド・ペルテュイ伯爵夫人（Emilie de Perthuis）に献呈された。
本作が作曲された年にはショパンの父ニコラが死去し、その訃報に触れたショパンは悲しみのあまり2週間ほど重病人となったが、その約3ヶ月後に完成させている。
ロベルト・シューマンによって「無理やりくくりつけた」と評された前作とは打って変わって古典的構成美を特徴とし、曲想、規模ともに堂々たる大作である。ピアノソナタ全3曲の中、唯一終楽章を長調で締めくくっている（終結部分のみ）。

## 曲の構成

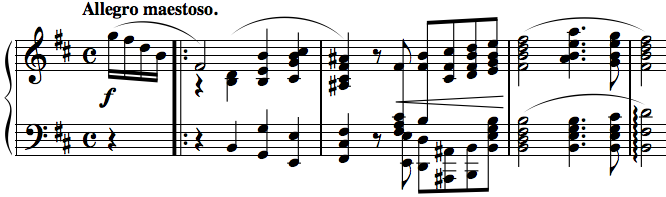
第1楽章 冒頭部分

- 第1楽章 アレグロ・マエストーソ
ロ短調、4分の4拍子、ソナタ形式。
決然とした第1主題、ショパンらしい優雅で甘美な第2主題からなり、ショパンの個性と創意が存分に生かされている。提示部の反復指定があるが、長いので反復せずに演奏するピアニストも多い。
- 第2楽章 スケルツォ：モルト・ヴィヴァーチェ
変ホ長調、4分の3拍子。
深刻な内容の多いショパンのスケルツォには珍しく、即興的で諧謔味を含む。中間部ではロ長調に転じる。エンハーモニックな転調でロ長調と変ホ長調が対峙するのは、フランツ・シューベルトの4つの即興曲 D899-2にも例がある。
- 第3楽章 ラルゴ
ロ長調 、4分の4拍子、三部形式。
夜想曲風の甘美な楽章である。中間部では嬰ト短調―変イ長調と、ピアノ協奏曲第1番第2楽章に相似た展開をする。再現部は左手部に鋭いリズムをつけ、単調さを避けている。
- 第4楽章 フィナーレ：プレスト・マ・ノン・タント
ロ短調 、8分の6拍子、ロンド形式。
この大曲のしめくくりにふさわしい、情熱的で力強い楽章。主題は序奏和音の後すぐ提示され、ロンド形式の通り繰り返される。エンハーモニックな転調は随所にあるが、終結はロ長調である。